# Ivan Berke
Ivan Berke pl. veliko-bakovski (madžarsko nagy-barkóczi Berke János, nemško Janos Berke von Nagy-Barkócz), madžarsko-slovenski evangeličanski duhovnik, senior, pisatelj, politik, posestnik,  plemič * 11. oktober 1814, Križevci, † 9. maj 1908, Križevci.

## Življenjepis
Ivan Berke se je rodil v Križevcih v evangeličanski plemiški družini, kot drugi sin Jozsefa Berkeja in Terezije pl. Szabo de Szentgyörgyvölgy (1794-1838). Njegov oče je bil evangeličanski duhovnik v Križevcih, poslanec v Ogrskem parlamentu in brat puconskega duhovnika in seniorja Ferenc Xaver Berkeja. Imel je še dva mlajša brata: murskosoboškega veleposestnika, odvetnika in politika Jožefa in markišavskega posestnika in inženirja Petra. Janoševa mati Terezija je bila hčerka Gregorja pl. Szabo-ta iz Szentgyörgyvölgy-ja in Eve pl. Kregar. Družina Szabo de Szentgyörgyvölgy je bila stara plemiška družina iz Zalske županije in pripadnica reformirane cerkve. Posesti so imeli tudi na območju Prekmurja in sicer več podložnih družin v Prosenjakovcih. Janošev stric (brat Terezije pl. Szabo) je bil Janoš pl. Szabo - odvetnik, sodnik županijske table Zalske županije in upravnik posesti znamenitega madžarskega državnika grofa Istvana Széchenyija. Szabo je bil vpet v predrevolucijonarno politično dogajanje na Madžarskem kot politik, ter dopisnik osrednjega budipeštanskega časopisa Pesti Hírlap, ter vodil korespondenco z pomembnimi osebnostmi tistega časa (grof Istvan Szechenyi, Ferenc Deak, Lajos Kossuth in Laszlo Csanyi).
Berke je študiral v Šopronu in na Dunaju, od koder je meseca julija 1836 prišel v Križevce, kjer je službo duhovnika opravljal 72 let, vse do svoje smrti leta 1908. Za časa njegovega delovanja so razširili cerkev, zgradili zupnišče, stanovanje za kantor - učitelja, dvorazredno šolo, gmajnsko najemniško hišo, ter pridobili vso cerkveno posest. Berke je - ker so njegovi potomci umrli pred njim - cerkvi zapustil okoli 200 oralov (približno 120 ha) veliko posestvo. Veljal je ne le za nedosegljivega govorca svojega časa, temveč tudi za  spoštovanega človeka, na katerega so se mnogokrat obrnili, v kolikor so potrebovali kakšen nasvet v zvezi z zadevami Železne županije. Poročen je bil z Fink Rozi, s katero sta imela pet otrok, ki pa so vsi umrli pred njim. Njegova najmlajša hčerka Zsuzsanna Berke je bila poročena s pisateljem Janošem Flisarjem. 
Bil je dober prijatelj Jozefa Miloslava Hurbana, vodjo slovaškega nacionalnega gibanja v letih 1848/1849, slovenskega literarnega zogdovinarja Antona Janežiča, okrajnega glavarja Pongráca Pósfaya, ter grofa Szechenyija. Slednja dva sta ge le uspela prepričati, da je sprejel odlikovanje, ki mu ga je ob njegovi 80. letnici podaril cesar Franc Jožef I. Habsburško-Lotarinški. Skupaj s svojima dvema bratoma se je udejstvoval tudi v politiki, kot član opozicije, poleg tega pa je bil član in predsednik šolske stolice (neke vrste drzavnega odbora za šolstvo). Pred svojo smrtjo je v Šopronu ustanovil fundacijo v vrednosti 1200 kron za šolanje prekmurskih duhovnikov.
Berke si je zapisoval prekmurske besede, kar je slišal. Na pomoč sta mu bila slovar Antona Janežiča in Žepni rječnik Ivana Filipovića. Berkejevo zbirko je uporabil Janoš Flisar v svojem slovarju Vogrszki-vendiski rêcsnik. Vlada mu je naročila naj napiše knjigo Über den Ursprung der Wenden, a je odklonil kljub veliki nagradi, ki mu je bila obljubljena, ker ni želel dokazovati, da  so Slovenci potomci Vandalov pa tudi, da izhajajo iz Vogrov (glej tudi: vendsko vprašanje).

## Miroslav Hurban in Ivan Berke
Luthar in Flisar trdita da je Hurban zaman dvakrat obiskal Berkeja po naročilu dunajske dvorne stranke, naj "vu rebericio pozove ete miroven slovenski narod proti oblasti." S seboj je prinesel načrt palače na Dunaju, ki bi jo v primeru sodelovanja dali Berkeju v najem. Toda Berke ga je zavrnil, češ da "eto lüdstvo vo zadovolnosti žive i opravla svoje male posle" in je "proti svojim milim gospodarom zahvalno" ter se nima vzroka pritoževati; on kot duhovnik pa tudi ne more prevzeti odgovornosti za še vecje siromaštvo, ki bi ga izzval nemir, niti bi ga verniki poslušali.
V kolikor je navedeni odgovor verodostojen in ni dodelan s strani piscev, je zanesljivo le dejstvo, da se je Berke kljub svojemu zanimanju za slovenski književni jezik in odklanjanju vandalskega in vogrskega sorodstva leta 1848 le ni odločil za avtonomistično ali celo protimadžarsko politiko v duhu Hurbana, Ljudovita Štura in drugih slovaških protestantov in meščanskih demokratov. Možno je da je pri tej odločitvi oddigral vlogo tudi njegov brat Jožef Berke, ki je bil leta 1848 vladni poverjenik za Prekmurje ter pristaš liberalcev. Berke se res ni odzval Hurbanovemu klicu proti Kossuthu, toda cerkev križevske cerkvene občine se v njegovem casu ni pomadžarila - nasprotoval je tudi madžarizaciji imen slovenskih vasi. V delu Slovenci na Ogrskem se Anton Trstenjak zelo pohvalno izraža o njegovi zvestobi slovenstvu.

## Anton Trstenjak o Ivanu Berketu
Anton Trstenjak, ki je veliko potoval po Prekmurju in pisal o znanih pisateljih, ter o zivljenju ljudi, se je dva krat ustavil tudi pri Ivanu Berketu. O njem je v svoji knjigi Slovenci na Ogrskem zapisal: 
"Nepozabni mi vstanejo Križevci. Utisnili so se mi v dušo, omilili so mi srcu. Sto let bode izza deset let, kar ima naš narod tu zvestega stražnika, kateri je tu deloval v važnih letih, to je leta 1848 in 1867. in še živi danes v Križevcih. Tekla mu je zibel v Križevcih, preživel je tu najlepšo dobo svojega življenja, deloval je tu v korist Slovencem in še danes brani slovensko stvar. Osamel in ločen od našega slovenskega gibanja, ali smatrajoč se članom vsega slovenskega naroda in težko prenašajoč madžarsko trinoštvo sameva tu že devetdeset let pastor Ivan Berke.
Nijeden Slovenec ni vedel kdo je Ivan Berke. Vedel nisem tudi jaz! In kako bi vedel! Kar je storil za Slovence svoje, razglašalo se ni v nase kraje, a tudi vem, da se mu ime ne bi spominjalo v naši kulturni zgodovini, ako se ne bi jaz ž njim seznanil. Naslednikov danes nima. Štefana Küzmiča in Aleksandra Terpljana duh je izumrl. Pastorjev je danes več nego jih je bilo poprej, a v Küzmičevem duhu deluje še le Ivan Berke."
Tudi o njegovi gostoljubnosti ni skoparil z besedami:
"Kakor da bi prišel odrešenik z nebes k njemu, tako me je srčno, iskreno in bratovski sprejel pod svojo streho, ko sem se mu predstavil in mu povedal, zakaj potujem po ti slovenski zemlji." Tudi ob odhodu je bil deležen gostoljubnosti: "Po teh hribih je prijetneje hoditi nego voziti se. Ali gostoljubni pastor Berke ni maral, da bi jaz peš hodil. Poslavljajočemu se od njega pove, dal mi je, da konji čakajo, a jaz hočeš nočeš moral sem ubogati in sesti v kočijo. Gugal sem se in tresel. Zdaj je šlo navzgor, zdaj navzdol, nikoder po ravnici. Ali mladim kostem je to šala in zabava. Premišljeval sem v kočiji, ali bode prihodnji župnik ali pastor tudi tako postrežljiv! Tako potovanje, to pa to! Ali samo jeden je Berke."

## Odlikovanja
- Zlat križ za zasluge z krono (Goldenes Verdienstkreuz mit der Krone), 1898

## Delo
- Pôtikazanye za one, ki szo nê vrácsi, pro o'zivávanyi lüdi na pô mrtvi, i prvo pomáganye pri nágloj 'zitka pogibeli (1871. primerek ni v razvidu)
- ABC zacsétne knige cstenyá za vesznicske solé. Po rédi Gönczy Pál-a. Nove vödánye. Vogr. kr. ministeriuma vadlüványa i návuka. V Budapesti. Lasztivnoszt vogr. král. vládarsztva (učbenik Janoša Kardoša, za natis ga je pripravil Berke 1899)
- Četrta izdaja Nouvega Zákona
- Slovar, ki pa ni bil nikoli izdan - omenja ga Anton Trstenjak v svojem delu Slovenci na Ogrskem. To nedokončano delo je uporabil Janoš Flisar.